# 진화운수
진화운수 (眞和運輸)는 서울특별시의 시내버스 회사로 한때 경기도 구리시에 있었던 자회사 부흥교통을 인수 합병하여 구리영업소를 두고 운영하기도 했지만 이후 대원여객에 매각하였다.

## 연혁
1960년대 ~ 1980년대
- 1969년 9월 12일: 여객자동차 운송사업 면허 취득 "사면 제 27호" 136번 (우이동 ~ 서강동) 시내버스 25대로 창업
- 1985년 5월 10일: 주사무소 변경신고, 서울특별시 송파구 장지동 204-25번지
- 1979년: 좌석버스 12번 (도곡동 - 신촌) 신설. (잠시 후 삼영교통에 매각)
- 1981년: 좌석버스 733번 (장지동 - 여의도) 신설.
- 1986년: 도시형버스 824번 (상암동 - 홍대입구역) 신설.

1990년대 ~ 2004년 서울시내버스 지간선제 시행 이전
- 1994년 4월: 좌석버스 733번 (장지동 - 여의도) 폐지. 폐선으로 남은 잉여분을 남성교통, 동성교통에 매각
- 1995년 7월 1일: 도시형버스 33번 (장지동 - 상암동) 노선을 신사역으로 단축.(이후 삼성역으로 단축. 1997년 12월 1일 서울의료원으로 단축하여 현재 지선버스 3417번 노선으로 굳어지게 되었다.)
- 1996년 3월 20일: 순환버스 438번 (상암동 - 공덕동) 신설.
- 2000년 3월: 도시형버스 33-2번 (장지동 - 삼성역) 폐지.
- 2000년 4월 10일: 당시 경영난에 빠진 신진운수 인수 및 흡수합병후 사업확장 (수서 영업소 개설) 도시형버스 83번 (수서역 - 광화문), 도시형버스 83-1번 (수서역 - 광화문), 도시형버스 288번 (수서역 - 흑석동), 순환버스 414번 (우면동 - 신사역) 총 4개노선 운행개시
- 2000년 6월: 순환버스 414번 (우면동 - 신사역) 노선을 서울승합에 매각
- 2000년 6월 29일: 도시형버스 824번 (상암동 - 홍대입구역) 노선에 천연가스버스 운행개시
- 2001년 7월 5일: 당시 같은 계열사로 서울특별시 관악구 봉천동 1537-3번지 소재 경기도 구리시 수택동에서 서울특별시간을 영업하는 부흥교통 인수 및 흡수합병 후 사업확장 (구리 영업소 개설) 도시형버스 55번 (구리시 수택동 - 신설동), 도시형버스 55-1번 (구리시 수택동 - 신설동), 도시형버스 55-3번 (구리시 수택동 - 종로5가), 좌석버스 755번 (구리시 수택동 - 서울대학교) 시내/좌석 4개노선 外 구리시 마을버스 다수 운행개시
- 2001년 7월 16일: 좌석버스 755번 (구리시 수택동 - 서울대학교) 노선을 서울역으로 단축.
- 2001년 9월 19일: 도시형버스 824번 (상암동 - 홍대입구역) 노선에 천연가스버스 추가운행개시
- 2001년 12월 1일: 도시형버스 55-1번 (구리시 수택동 - 신설동) 폐지.
- 2001년 12월 11일: 좌석버스 755번 (구리시 수택동 - 서울역) 폐지. 도시형버스 55번 (구리시 수택동 - 신설동) 노선을 서울역으로 연장.
- 2002년 1월 11일: 도시형버스 55번 (구리시 수택동 - 서울역) 노선에 천연가스버스 운행개시, 순환버스 438번 (상암동 - 공덕동) 폐지.
- 2002년 4월 1일: 진화운수 상암동 영업소 도시형버스 824번 노선을 도원교통에 매각, 진화운수 구리시 수택동 영업소 도시형버스 55번 (구리시 수택동 - 서울역), 도시형버스 55-3번 (구리시 수택동 - 종로5가) 노선을 대원여객에 매각. 다수의 구리시 마을버스 노선을 現 미래교통과 돌다리교통으로 분리 매각처리

2004년 서울시내버스 지간선제 시행 이후
- 2004년 7월 1일: 서울시내버스 지간선제 시행에 따른 노선조정
- 2004년 12월: 지선버스 4213번 (수서역 - 강변역) 노선을 기존 올림픽대교 경유 강변역 회차에서 잠실역으로 단축&변경하였다.
- 2005년 6월 1일: 지선버스 4411번 (수서역 - 신사역) 폐지
- 2005년 7월 1일: 서울시내버스 간선버스 2개, 지선버스 4개 등 6개 버스노선을 보유
- 2008년 1월 8일: 장지공영차고지로 본사 이전
- 2009년 1월: 간선버스 402번 (수서역 - 광화문) 노선의 기점을 기존 수서역에서 장지동으로 변경하였다.
- 2009년 11월 20일: 서울특별시 송파구 소재 택시업체인 강남운수주식회사를 인수하여 주식회사 진화로 사명을 변경. 본격적으로 택시사업에 진출하여 사업을 확장하였다.
- 2010년 1월 8일: 지선버스 4412번을 서울버스 소속 지선버스 3420번 노선과 통합하여 기존의 4412번 (수서역 - 신사역) 노선과 3420번 (장지동 - 고속터미널) 노선에서 장지동 - 한남동 노선으로 대폭 통폐합하여 번호가 3011번으로 변경되었으며 서울버스와 공동배차 운행을 개시하였다.
- 2010년 8월 21일: 지선버스 4313번 (수서역 - 잠실역) 노선의 기점을 기존 수서역에서 장지동으로 변경하여 번호가 3319번으로 변경되었다. 수서 영업소가 폐쇄되어 본사로 이전[2]
- 2019년 9월 1일: 서울특별시 강남구 수서동 소재 택시업체인 계열사 주식회사 진화가 주식회사 TJ파트너스로 피인수.[3]

## 운행 노선
2023년 5월 13일 기준이다.
| 운행노선 | 운행구간       | 운행구간 | 운행구간 | 배차간격 (분) | 인가 대수 | 비고                                                            |
| -------- | -------------- | -------- | -------- | ------------- | --------- | --------------------------------------------------------------- |
| 402번    | 장지공영차고지 | ↔        | 광화문   | 5~12          | 39        | 구 83-1번 연장                                                  |
| 461번    | 장지공영차고지 | ↔        | 여의도   | 7~15          | 39        | 구 33-1번 변경                                                  |
| 3011번   | 장지공영차고지 | ↔        | 한남동   | 7~13          | 10        | 구 3420번, 3421번, 4412번 통합. 서울버스와 공동배차로 운행한다. |
| 3319번   | 장지공영차고지 | ↔        | 잠실역   | 13~15         | 10        | 구 212번 단축. 구 4213번, 구 4313번.                            |
| 3417번   | 장지공영차고지 | ↔        | 삼성역   | 4~8           | 23        | 구 33번                                                         |
| 3422번   | 장지공영차고지 | ↔        | 한티역   | 10~16         | 17        | 구 68번                                                         |
| 8331번   | 마천사거리     | ↔        | 잠실역   | 9~12          | 3         | 출퇴근시간대만 운행. 신흥기업과 공동배차로 운행한다.            |

- ● 8441번: 온곡마을 - 세곡푸르지오 - 못골마을 - 수서역 ( 2018-03-26 신설노선, 이 노선은 태진운수와 공동배차)

## 이전 보유 노선

### 지선버스
- ● 4213번: 수서역 - 가락시장역 (가락시장) - 방이역 - 올림픽공원역 (올림픽공원) - 강동구청역 - 몽촌토성역 - 잠실역 (송파구청, 롯데월드) - 잠실나루역 - 잠실대교 - 구의역 (광진구청) - 강변역 (동서울종합버스터미널), 2004년 10월 15일 지선버스 4313번으로 노선 번호 및 노선 변경. <신설노선>
- ● 4313번: 수서역 - 가락시장역 (가락시장) - 방이역 - 올림픽공원역 (올림픽공원) - 강동구청역 - 몽촌토성역 → 잠실역 (송파구청, 롯데월드) → 잠실나루역 → 몽촌토성역, 2010년 8월 21일 지선버스 3319번으로 노선 번호 및 노선 변경. <구 4213번 변경, 구 212번 단축>
- ● 4411번: 2005년 6월 1일 노선 폐선. <구 83번 단축>
- ● 4412번: 수서역 - 일원역 (삼성의료원) - 대청역 - 대모산입구역 - 개포동역 - 대치역 - 봉은사역 - 청담역 - 강남구청역 - 학동역 - 논현역 - 신사역, 2010년 1월 8일 지선버스 3011번으로 노선 통합 및 연장.[5] <구 16번 단축>

### 개편 전 노선
- 33번 (도시형버스): 장지동 - 오금역 - 백제고분군 - 송파사거리 - 배명중고교 - 배명역 - 종합운동장역 (서울종합운동장) → 삼성역 (코엑스, 무역센터, 한국도심공항) → 봉은사 → 서울의료원 → 종합운동장역 (서울종합운동장) (현 지선버스 3417번. 초창기에는 장지동 - 상암동 간을 운행하였으나 1995년 7월 1일 신사역으로 단축. 1997년 12월 1일 서울의료원으로 단축하여 현재 지선버스 3417번으로 굳어지게 되었다.)
- 33-1번 (도시형버스): 장지동 - 개롱근린공원 - 가락시장역 (가락시장) - 송파역 - 배명중고교 - 배명역 - 종합운동장역 (서울종합운동장) - 삼성역 (코엑스, 무역센터, 한국도심공항) - 휘문고등학교 - 한티역 - 강남세브란스 - 서울교대 - 서초동 - 예술의전당 - 경남아파트 - 서울지하철공사 - 낙성대역 - 서울대입구역 - 봉천역 - 신림역 - 당곡사거리 - 신대방삼거리역 - 보라매역 - 공군회관 - 샛강역 - 여의도역 → 국회의사당역 (국회의사당) → 여의도순복음교회 → 여의나루역 → 여의도역 (현 간선버스 461번)
- 33-2번 (도시형버스): 장지공영차고지 - 개롱근린공원 - 가락시장역 (가락시장) - 송파역 - 배명중고교 - 배명역 - 종합운동장역 (서울종합운동장) → 삼성역 (코엑스, 무역센터, 한국도심공항) → 봉은사 → 서울의료원 → 종합운동장역 (서울종합운동장) (2000년 3월 폐지.)
- 55번 (도시형버스): 구리시 수택동 - 토평사거리 - 돌다리 - 교문동 - 망우동 - 상봉동 - 중랑교 - 위생병원 - 청량리역 - 신설동역 - 제기동역 - 동묘앞역 - 동대문역 - 종로 1~6가 - 을지로입구역 - 남대문시장 - 서울역 (숭례문) (현 간선버스 201번. 초창기에는 구리시 교문동 - 봉천동간을 운행. 이후 서울역을 기준으로 구리시 교문동 - 서울역간을 도시형버스 55번으로. 봉천동 - 종로1가간을 도시형버스 55-2번으로 분리. 잠시 후 도시형버스 55-2번은 신진운수 → 범양여객 → 한남운수 순으로 매각. 현 지선버스 5517번으로 변경되면서 노량진본동 - 종로1가 구간을 단축하였다. 잠시 후 중앙대학교까지 일부 연장되었다. 또 동아운수에서 운행하던 지선버스 5529번 폐지로 인한 시흥2동 주민들의 중앙대학교 통학 민원으로 인하여 시흥2동 구간을 경유토록 했다. 도시형버스 55번은 1993년 8월 서울역 회차를 신설동 회차로 노선을 단축. 8년간 유지하다가 2001년 12월 11일 좌석버스 755번 폐지로 인한 이용객들의 요청에 따라 신설동 회차를 서울역 회차로 재연장하였다. 2002년 4월 1일 대원여객에 매각하였으며 개편 후 지선버스 2226번으로 변경되어 청량리역으로 단축되었으나 2005년 12월 16일 중앙선 복선전철 개통으로 인하여 노선이 폐지되었다. 사실상 현재 간선버스 201번이 도시형버스 55번을 계승하고 있다. 舊 부흥교통 노선이었다.)
- 55-1번 (도시형버스): 구리시 수택동 - 교문동 아파트 단지 - 교문사거리 - 망우동 - 상봉동 - 중랑교 - 위생병원 - 청량리역 - 제기동 - 신설동 (초창기에는 광릉내 - 동대문운동장간을 운행하였으나 동대문운동장 회차를 청량리역 회차로 단축하였다. 1997년 교문동 아파트 단지 조성으로 인한 대중교통 대책에 의거 광릉내 - 교문사거리 구간을 단축하고 수택동 기점으로 변경하여 교문동 아파트 단지를 경유토록 했다. 잠시 후 청량리역 회차를 신설동 회차로 연장하였으나 2001년 12월 1일 폐지되었다. 舊 부흥교통 노선이었다.)
- 55-3번 (도시형버스): 구리시 수택동 - 토평사거리 - 돌다리 - 교문동 - 망우동 - 상봉터미널 - 면목동 - 서울우유 - 위생병원 - 청량리역 - 신설동역 - 제기동역 - 동묘앞역 - 동대문역 → 동대문운동장 → 종로5가 → 종로6가 → 동대문역 (개편 후 간선버스 201번으로 변경되어 서울역으로 연장되었으나 잠시 후 면목동 구간이 폐지되어 간선버스 201번은 사실상 도시형버스 55번을 계승하게 되었다. 舊 부흥교통 노선이었다.)
- 55-4번 (도시형버스): 구리시 수택동 - 토평사거리 - 돌다리 - 교문동 - 망우동 → 상봉터미널 → 면목동 → 상봉역 → 망우동 (1996년 10월 지하철 7호선 개통으로 인한 지하철 연계대책에 의거 신설되었으나 잠시 후 폐지되었다. 舊 부흥교통 시절 노선.)
- 83번 (도시형버스): 수서동 - 수서역 - 삼성의료원 입구 - 개포주공3,4,5단지 - 개포동역 - 대치역 - 도곡역 - 한티역 - 도곡사거리 - 영동14단지 - 강남보건소 - 강남구청역 - 영동1,3단지 - 신사역 - 한남대교 - 순천향대병원 - 블루스퀘어 - 북한남삼거리 - 하얏트호텔 - 남산체육관 - 보성여중고입구 - 남산도서관 → 백범광장 → 숭례문 (회현역, 남대문시장) → 서울특별시청 (시청역, 삼성프라자) → 서울신문사 (청계광장) → 세종문화회관 (광화문역, 정부중앙청사) → 서울특별시청 (시청역, 삼성프라자) → 숭례문 (서울역, 남대문시장) → 남산도서관 (현 지선버스 3011번. 개편 후 지선버스 4411번으로 변경되어 신사역 - 서울역 구간이 단축되었으나 2005년 6월 1일 폐선되었다. 이후 서울시내버스 정기노선조정정책에 의거 2010년 1월 8일 지선버스 3011번이 신설되어 수서역 - 한남동 구간 중 90%가 부활되어 도시형버스 83번의 명맥을 다시 유지할 수 있게 되었다. 舊 신진운수 노선이었다.)
- 83-1번 (도시형버스): 수서역 - 일원역 (삼성의료원) - 일원터널 - 개포주공3,4,5단지 - 개포동역 - 대모산입구역 - 학여울역 (서울무역전시컨벤션센터) - 대치역 - 도곡역 - 매봉역 - 양재역 (서초구청) - 강남역 - 신논현역 (교보타워사거리) - 논현역 - 신사역 - 한남대교 - 순천향대병원 - 블루스퀘어 - 북한남삼거리 - 하얏트호텔 - 남산체육관 - 보성여중고입구 - 남산도서관 → 백범광장 → 숭례문 (회현역, 남대문시장) → 서울특별시청 (시청역, 삼성프라자) → 서울신문사 (청계광장) → 세종문화회관 (광화문역, 정부중앙청사) → 서울특별시청 (시청역, 삼성프라자) → 숭례문 (서울역, 남대문시장) → 남산도서관 (현 간선버스 402번. 이후 2009년 1월 12일 장지공영차고지로 연장되었다. 舊 신진운수 노선이었다.)
- 288번 (도시형버스): 수서동 - 수서역 - 일원역 - 삼성의료원 입구 - 대청역 - 개포주공 3,4,5,6,7,8단지 - 개포동역 - 개포주공 1,2단지 - 도곡역 - 한티역 - 영동세브란스 - 역삼시장 - 무지개아파트 - 남부터미널역 - 서울고등학교, 상문고등학교 - 방배역 - 방배동 - 동작역 - 흑석동 (개편 후 지선버스 4511번으로 변경되어 개포동 - 상도동으로 재편. 도선여객에 노선만 매각하였으나 2005년 폐지되었다. 舊 신진운수 노선이었다. ※.현재 뱅뱅사거리 - 내방역 구간은 우신운수에서 운행하는 지선버스 4319번이 대체하고 있다.)
- 414번 (지역순환버스): 우면동 - 교육개발원 - 양재역 - 뱅뱅사거리 - 우성아파트 - 강남역 - 교보타워사거리 - 논현역 - 신사역 (2000년 중반 서울승합에 매각하였다. 개편 후 지선버스 4417번으로 변경되었으나 2006년 4월 13일 지선버스 3412번 (구 21-2번 → 구 500번 (도시형버스), 2기노선) (상일동역 - 종합운동장역)과 통폐합되어 강동공영차고지 - 우면동 노선으로 재편되었다. 舊 신진운수 노선이었다.)
- 438번 (순환버스): 상암동 - 성산아파트 - 중동초등학교 - 경성고 입구 - 청기와주유소 - 홍대입구역 - 신촌로터리 - 아현역 - 마포경찰서 - 공덕동 (현 지선버스 7711번. 1996년 3월 20일 신설. 2002년 1월 11일 폐지.)
- 733번 (좌석버스): 장지동 - 개롱근린공원 - 가락시장역 (가락시장) - 송파역 - 배명중고교 - 배명역 - 종합운동장역 (서울종합운동장) - 삼성역 (코엑스, 무역센터, 한국도심공항) - 휘문고등학교 - 한티역 - 강남세브란스 - 서울교대 - 서초동 - 예술의전당 - 경남아파트 - 서울지하철공사 - 낙성대역 - 서울대입구역 - 봉천역 - 신림역 - 당곡사거리 - 신대방삼거리역 - 보라매역 - 공군회관 - 샛강역 - 여의도역 → 국회의사당역 (국회의사당) → 여의도순복음교회 → 여의나루역 → 여의도역 (도시형버스 33-1번과 동일노선의 좌석버스노선이었으나 1994년 4월 폐지. 현 간선버스 461번)
- 755번 (좌석버스): 구리시 수택동 - 토평사거리 - 돌다리 - 교문동 - 망우동 - 상봉동 - 중랑교 - 위생병원 - 청량리역 - 용두동 - 청계천 - 중앙극장 - 명동역 (남대문시장) - 서울역 - 숙대입구역 - 삼각지역 - 신용산역 - 상도동 - 봉천동 - 서울대입구역 - 관악구청 - 쑥고개 - 서울대학교 (현 간선버스 201번. 2001년 7월 16일 서울역으로 단축. 2001년 12월 11일 도시형버스 55번에 통합되어 폐지. 舊 부흥교통 노선이었다.)
- 810번 (도시형버스, 2기노선): 일원역 (삼성의료원) → 대청역 - 수서경찰서 - 학여울역 - 송파등기소 - 삼전동 - 잠실주공 4단지 (2000년 9월 신설. 서울버스, 서울승합, 송파상운과 공동배차 운행하였다. 수요저조로 잠시 후 폐지되었다. 우신운수, 우신버스에서 운행하던 도시형버스 810번 (서울대공원 - 동작역) 노선과는 전혀 무관한 노선이다.)
- 824번 (도시형버스): 상암동 - 성산아파트 - 중동초등학교 - 경성고 입구 - 청기와주유소 - 홍대입구역 (현 지선버스 7711번. 1986년 신설. 2002년 3월 31일 도원교통에 매각하였다.)

## 보유 차량
- 현대자동차 - 그린시티, 뉴 슈퍼 에어로시티, 저상 뉴 슈퍼 에어로시티

## 갤러리

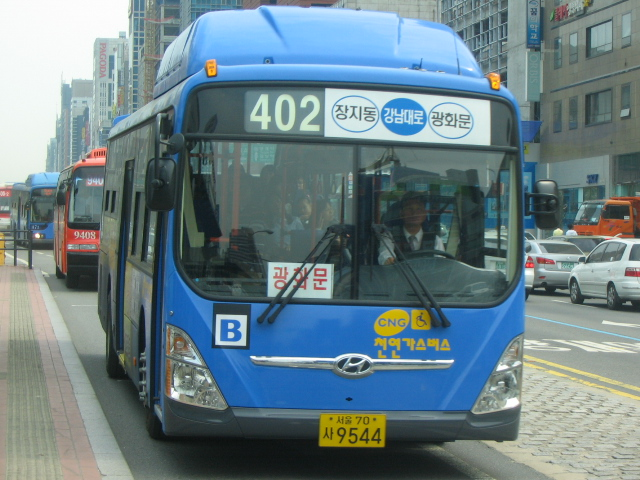
서울시내버스 402번
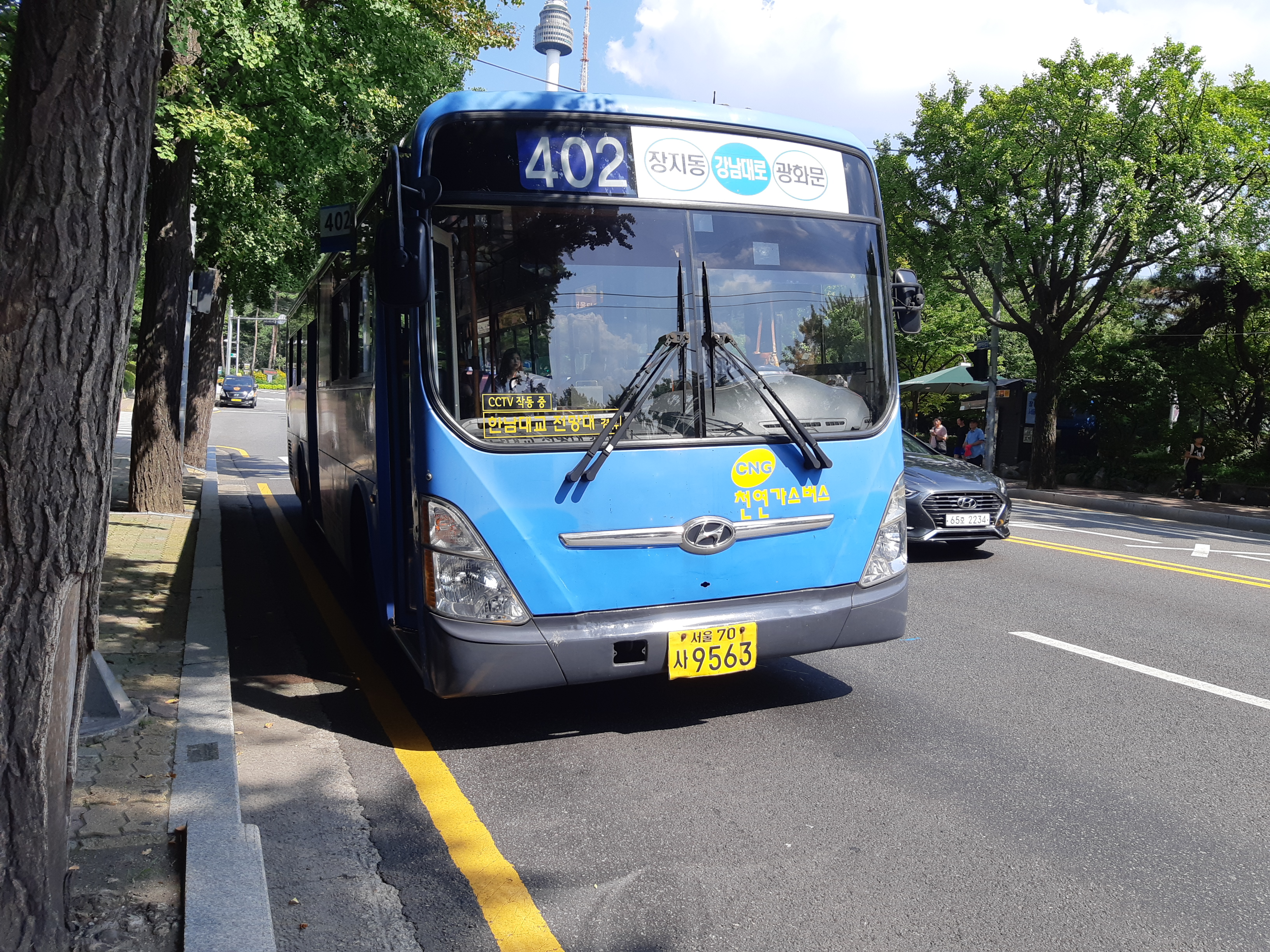
서울시내버스 402번

## 같이 보기
- 태진운수